# 俊豪国际商业金融中心

俊豪国际商业金融中心，是中国重庆市的一座摩天大楼，位于江北嘴中央商务区，高301公尺、65層樓，该项目是目前江北嘴CBD高楼群中高度达到300米的两栋高楼之一。於2014年動工、2022年完工，是重庆市第六高樓。